# Vaccinium pratense
Vaccinium pratense är en ljungväxtart som beskrevs av Tam, Cheng Yih Wu och R. C. Fang. Vaccinium pratense ingår i Blåbärssläktet, och familjen ljungväxter. Inga underarter finns listade i Catalogue of Life.